# Cocadictos
Cocadictos fue una banda de punk-rock de Zaragoza, España, formada en 1983 y disuelta en 1985. El núcleo de Cocadictos había formado con anterioridad la banda Cadáveres Aterciopelados, activa desde 1981 y como tal considerada una de las primeras formaciones punk de Zaragoza. La banda, tras cambiar de cantante en 1983, pasó a denominarse Alma y los Cadáveres, cambiando el nombre poco después, en el mismo año, al de Cocadictos.  Junto a IV Reich y Parásitos, fueron la banda punk más conocida de su ciudad en la primera mitad de los años 1980.

## Historia de Cocadictos

### Orígenes
El germen de Cocadictos fue la banda Cadáveres Aterciopelados, que se ha descrito como «una de las primeras formaciones punk que hubo en Zaragoza». Esta banda se formó en verano de 1981 y definía su estilo musical como «rock pankero pastoso». Sus integrantes eran los adolescentes Ignacio Devizio (voz, guitarra), José Manuel Díez alias «Mata» o «Matanegros» (guitarra, letras), Fernando García Munera (guitarra y batería), Pascual García Munera (bajo) y Julio (batería) y, además de versiones de UK Subs («Crimen organizado») y Sex Pistols, llegaron a crearse un relativamente amplio repertorio de canciones propias («Caca pa los ricos», «Monstruosidad», «Nos pisotearán», etc.), que presentaron en diversos conciertos en Zaragoza y alrededores. En algún momento, Julio fue sustituido a la batería por Fernando García Munera.
En mayo de 1983, el cantante Ignacio tuvo que dejar la banda debido al servicio militar; algo antes, la cantante Alma alias «Coca» se había unido a la banda como segunda cantante, pero la marcha del cantante original la convirtió en vocalista principal, cambio que fue acompañado por la transformación del nombre de la banda al de Alma y los Cadáveres. Con este nombre el grupo llegó a grabar alguna maqueta; pero en el mismo 1983 cambiaron de nuevo el nombre, esta vez al definitivo de Cocadictos. Según la banda ha explicado, la «coca» del nombre se debe menos a la droga que al alias de la vocalista. En agosto de 1983, Alma «Coca» viajó a Madrid llevando consigo la primera maqueta de la nueva formación, con vistas a obtener un contrato discográfico con el sello independiente Spansuls Records. Coca coincidió en Madrid con Eskorbuto, banda que publicaba en dicho sello y que se había desplazado a la capital española para realizar algún concierto; la policía leyó las letras de las dos bandas y el episodio terminó con el célebre arresto de Eskorbuto en Madrid. Por lo demás, Spansuls no llegó a publicar nada de Cocadictos.

### Cocadictos, 1983-1985
Además de cambiar de cantante y de nombre, el sonido de la banda se endureció y aceleró, en consonancia con la evolución del punk británico (el llamado UK 82: GBH, Abrassive Wheels, Vice Squad...), norteamericano (Dead Kennedys) y nacional. Entre finales de 1983 y principios de 1984 grabaron otra maqueta, con la producción de Curro Fatás, de Puturrú de Fuá. La maqueta incluye los temás más conocidos de la banda: «Fieles siempre al vicio», «Estoy hasta las tetas», «Un porvenir oscuro», «Pereceremos en la depresión», etc.    
En marzo de 1984, participaron en la Muestra de Pop Rock y Otros Rollos de Zaragoza, evento con motivo del cual se publicó una compilación de cuatro casetes y libreto, en la que se incluyó la canción «Juan Pablo II y amigos» de Cocadictos, grabada en directo, y que sería la única publicación «oficial» de la banda durante su breve existencia. Entre 1983 y 1985, dieron numerosos conciertos en su ciudad y en la región, a menudo caóticos, tocando junto a bandas como La UVI, IV Reich, Los Ilegales y otros. Cocadictos finalmente se disolvieron en 1985.

### Después de la disolución
Tras disolverse Cocadictos, Mata (guitarra), Pascual (bajo) y Fernando (batería) formaron en 1986 una nueva banda, La Máscara, practicando un post punk de tendencia dark wave. Esta banda se disolvió en 1989. Posteriormente crearon otro proyecto llamado J.M. y los Magníficos.
J.M. Díez también formó parte del grupo «Tres Años de Pena», entre cuyos integrantes se encontraba también Enrique Bunbury, tiempo antes de alcanzar la fama con Héroes del Silencio.
El antiguo cantante Ignacio formó la banda Desechos Humanos en 1984, con miembros de Cocadictos, cuando éstos todavía estaban en activo. Más tarde cantó en las bandas Gothic Sex y Experimentos en el Terror.
Alma «Coca» falleció pocos años después de la separación de Cocadictos. Algunas fuentes afirman que se suicidó lanzándose por la ventana en un clínico.
En 2003, el sello Bazofia Records publicó un CD recopilando las maquetas de la banda; la versión en LP de vinilo añadía la canción grabada en el festival de marzo de 1984 y una canción de la maqueta de Alma y los Cadáveres. La reedición contribuyó a recuperar y divulgar la fama de Cocadictos.  
En junio de 2008 falleció el guitarrista y miembro fundador José Manuel Díez, debido a un accidente de moto.

## Discografía

### Cocadictos
- Maqueta (1983).
- Maqueta (1984).
- Varios, 4 casetes Muestra de pop-rock y otros rollos de Zaragoza, Xirivella Records, 1984. Contiene el tema de Cocadictos «Juan Pablo II y amigos», grabado en directo el 24 de marzo de 1984.
- Varios, CD Hasta el final. 20 años de punk, 2000 (CD de regalo con el libro Hasta el final. 20 años de punk en España). Contiene la canción «Fieles siempre al vicio».
- Destruye!! Zine Vol.1, CD + Fanzine, 2003; contiene la canción «Un porvenir oscuro».
- CD Cocadictos, Bazofia Records, BZF-008-CD, 2003; también se publicó en formato LP de vinilo (referencia BZF-Vinyl-003), en una tirada de 500 copias.[4]

### Alma y los Cadáveres
- Maqueta (1983). Seis canciones.
- Varios temas en la casete recopilatoria Spaniard punk olé (1983).
- El LP Cocadictos (Bazofia, 2003) incluye la canción «Confidencias de Nutrexpa», extraída de la maqueta de Alma y los Cadáveres.

### Cadáveres Aterciopelados
- Maqueta (1982)

## Miembros
- Alma «Coca»: voz.
- J.M. Díez «Mata»: guitarra
- Pascual García: bajo
- Fernando García Munera: batería